# Curtuișeni
Curtuișeni è un comune della Romania di 3 814 abitanti, ubicato nel distretto di Bihor, nella regione storica della Transilvania.
Il comune è formato dall'unione di 2 villaggi: Curtuișeni e Vășad.